# Zülfüqar Süleymanov
Zülfüqar Süleymanov –también escrito como Zulfugar Suleymanov– (2 de noviembre de 1982) es un deportista azerbaiyano que compitió en halterofilia. Ganó una medalla de plata en el Campeonato Europeo de Halterofilia de 2009, en la categoría de 62 kg.

## Palmarés internacional
| Campeonato Europeo | Campeonato Europeo | Campeonato Europeo | Campeonato Europeo |
| Año                | Lugar              | Medalla            | Categoría          |
| ------------------ | ------------------ | ------------------ | ------------------ |
| 2009               | Bucarest (Rumania) | Medalla de plata   | 62 kg              |